# Troponin
Troponiner är en grupp proteiner som förekommer i kroppens tvärstrimmiga muskulatur, där det sitter fast på tropomyosin, där de har till uppgift att reglera musklernas kontraktilitet (sammandragningsförmåga). Troponinerna förekommer i tre varianter C, T och I. I hjärtat förekommer dessutom isoformer (varianter) unika för hjärtmuskulaturen, vilket utnyttjas vid laboratoriediagnostik av hjärtmuskelskador där dessa proteiner läckt ut till blodbanan.

## Hjärtinfarkt
Ischemisk skada på hjärtmuskelceller, exempelvis på grund av förträngda kranskärl, innebär att det uppstår en syrebrist i delar av hjärt-muskulaturen med påföljande hjärtinfarkt eller instabil kärlkramp. Vid en hjärtinfarkt skadas muskelcellerna, och delar av dess innehåll kommer att läcka ut i kringliggande vävnad och spridas med blodcirkulationen, däribland de hjärtmuskelspecifika troponinerna.
Troponinerna påvisas tidigast efter 3-5 timmar, där högsta nivåerna ses efter 10-14 timmar. Framför allt mäter man troponin-I och troponin-T. Vid en större hjärtinfarkt kan förhöjda nivåer av TnT mätas upp till två veckor (TnI upp till 9-10 dagar). Vid misstänkt hjärtinfarkt skall en serie om minst två prover med ett intervall om 5-6 timmar analyseras. Med detta förfarande riskerar man inte att missa en förhöjning, och dessutom är det för att kunna styra behandlingen mycket värdefullt att kunna följa en trend där värdena ökar eller minskar.
Analys av TnT eller TnI är idag förstahandsval vid biokemisk hjärtinfarktdiagnostik.